# Agrochola frigga
Agrochola frigga là một loài bướm đêm trong họ Noctuidae.